# Mermessus colimus
Mermessus colimus là một loài nhện trong họ Linyphiidae.
Loài này thuộc chi Mermessus. Mermessus colimus được Alfred Frank Millidge miêu tả năm 1987.